# Kolésnikov (Krasnodar)
Kolésnikov (del ruso: Колесников) es un jútor del raión de Slaviansk del krai de Krasnodar, en el sur de Rusia. Está situado en los arrozales situados entre los distributarios del delta del Kubán, en la orilla derecha de este río, justo donde surge su distributario el Protoka y el canal Magistralni, frente a Mogukorovski, 8 km al sur de Slaviansk-na-Kubani y 66 al oeste de Krasnodar, la capital del krai. Tenía 88 habitantes en 2010.
Pertenece al municipio Mayevskoye.

## Historia
Su nombre deriva del apellido del primer habitante, el cosaco Kolésnik. Surgió en las décadas de 1860-1870 como un puesto de guardia de los cosacos del Kubán.